# فرنسيس رووي
فرنسيس رووي (30 نوفمبر 1864 - 17 مايو 1928) (بالإنجليزية: Francis Rowe)‏ هو لاعب كريكت بريطاني (وحمل سابقاً جنسية المملكة المتحدة لبريطانيا العظمى وأيرلندا).

## وصلات خارجية
- فرنسيس رووي على موقع إي آس بي آن كريك إنفو (الإنجليزية)